# Municipio de Palos
El municipio de Palos (en inglés: Palos Township) es un municipio ubicado en el condado de Cook en el estado estadounidense de Illinois. En el año 2010 tenía una población de 54615 habitantes y una densidad poblacional de 595,71 personas por km².

## Geografía
El municipio de Palos se encuentra ubicado en las coordenadas 41°41′16″N 87°51′0″O / 41.68778, -87.85000. Según la Oficina del Censo de los Estados Unidos, el municipio tiene una superficie total de 91.68 km², de la cual 87.48 km² corresponden a tierra firme y (4.58%) 4.2 km² es agua.

## Demografía
Según el censo de 2010, había 54615 personas residiendo en el municipio de Palos. La densidad de población era de 595,71 hab./km². De los 54615 habitantes, el municipio de Palos estaba compuesto por el 89.63% blancos, el 3.01% eran afroamericanos, el 0.12% eran amerindios, el 3.02% eran asiáticos, el 0.01% eran isleños del Pacífico, el 2.54% eran de otras razas y el 1.66% pertenecían a dos o más razas. Del total de la población el 7.88% eran hispanos o latinos de cualquier raza.